# Karl E. Axelsson
Karl Edvin Axelsson, född 4 december 1896 i Lids församling, Södermanlands län, död 7 februari 1976 i Göteborg, var en svensk trädgårdsarkitekt. 
Efter praktik vid olika handels- och slottsträdgårdar utexaminerades Axelsson från Adelsnäs trädgårdsskola 1922. Han studerade vid Berlins universitet 1923–1925 och utexaminerades från trädgårdshögskolan i Berlin-Dahlem 1925. Efter praktik i Centraleuropa återvände han till Sverige, där han var trädgårdskonsulent i Södermanlands län 1927–1932, blev överträdgårdsmästare vid Slottsskogen i Göteborg 1933 och var även stadsträdgårdsmästare i Göteborgs stad från 1942 till pensioneringen 1961.  Han var ordförande i Sällskapet Hortikulturens vänner 1949–1958.
Karl E. Axelsson är far till författaren Sun Axelsson, och skildras i hennes självbiografiska böcker.